# Jens Maier
Jens Maier é um advogado e político alemão (Alternativa para a Alemanha, AfD). Maier nasceu em 10 de fevereiro de 1962 em Bremen, Alemanha. Ele é um dos principais políticos da völkische Flügel (ala) da AfD, que é classificada pelo Escritório Federal de Protecção à Constituição BfV como um caso suspeito de esforços de extrema direita.
No aniversário de 10 anos da Pegida em outubro de 2019, Maier disse, as marchas da Pegida tinham que continuar, para que a AfD pudesse fazer um bom trabalho.